# Vernichtungslager Bronnaja Gora
Das Vernichtungslager Bronnaja Gora (russisch Бронная Гора; belarussisch Бронная Гара Bronnaja Hara) war eine 1942 von den Nationalsozialisten eingerichtete Vernichtungsstätte nahe dem Dorf Bronnaja Gora im Rajon Bjarosa der Breszkaja Woblasz in Belarus. Hier wurden mehr als 50.000 Menschen ermordet.

## Geschichte des Lagers

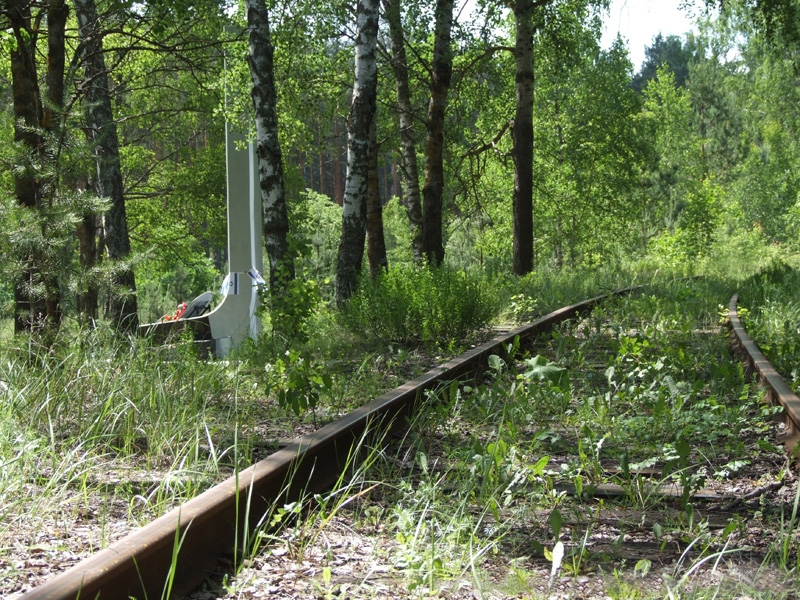
Das Bahngleis, das zur Erschießungsstelle führte, verläuft heute durch ein Birkenwäldchen. Die Bäume wurden zur Verwischung der Spuren der Verbrechen gepflanzt. Links das neuere Denkmal. (2007)

Bereits am 24. Juni 1941, zwei Tage nach dem deutschen Überfall auf die Sowjetunion, besetzten deutsche Truppen das Dorf Bronnaja Gora. Im Mai und Juni 1942 richteten deutsche Dienststellen ca. 400 Meter nordwestlich der Bahnstation Bronnaja Gora eine Vernichtungsstätte ein.
Die Angaben über dieses Vernichtungslager sind spärlich, da es offenbar keine Überlebenden und kaum deutsche Quellen gibt. Einige wenige Zeugenaussagen wurden 1944 von der „Sonderkommission zur Aufklärung der Verbrechen der deutsch-faschistischen Eroberer für das Gebiet Brest“ aufgenommen. Duplikate dieser Dokumente sind im Staatsarchiv der Breszkaja Woblasz im Fond Nr. 514 einsehbar. Die Originale befinden sich vermutlich in Moskauer Archiven.
Beiderseits eines damals zu einem ehemaligen militärischen Vorratslager der Roten Armee führenden Nebengleises wurden acht Gruben, jeweils 12 bis 63 Meter lang, 4,5 bis 6,5 Meter breit und 3,5 bis 4 Meter tief, ausgehoben. Hierzu wurden im Juni und September 1942 jeweils bis zu 600 Zivilisten aus den umliegenden Dörfern zwangsverpflichtet. Welche deutsche Dienststelle konkret diese Arbeiten veranlasst hat, ist bis heute nicht aufgeklärt. Ab Mitte Juni 1942 kamen hier Züge mit zur Ermordung bestimmten Zivilisten – größtenteils Juden – an. Diese kamen aus Lagern, Ghettos und Gefängnissen der Umgebung. Die ersten, die hier getötet wurden, waren im Juni 1942 die im „Ghetto B“ der Stadt Beresa internierten Juden, etwa 3.500 Personen.
Roman Stanislawowitsch Nowis, der vor der deutschen Besetzung Stationsvorsteher von Bronnaja Gora war und dann als Weichensteller arbeitete, hat die Ereignisse in einer detaillierten Zeugenaussage beschrieben. Er konnte die Vorgänge sehr genau beobachten, da die Eisenbahnerhütte und die von ihm betreute Weiche nur etwa 250 Meter von den Gruben entfernt waren. Nach seinen Angaben kamen im Juni 1942 insgesamt fünf Transporte in Bronnaja Gora an. Der zweite Zug mit 46 Waggons sei von den Stationen Drogitschin, Janowo und Gorodez gekommen. Die Waggons seien wieder mit jeweils mehr als 200 Menschen unterschiedlicher Nationalität, in der absoluten Mehrheit Juden, beladen gewesen. Der dritte Zug mit 40 Waggons kam laut Nowis aus Brest. Diese Fahrzeuge seien außerordentlich überfüllt gewesen. Der vierte Transport mit 18 Waggons kam von den Stationen Pinsk und Kobryn, der fünfte Zug wieder aus Brest. Nowis gibt an, er habe erfahren, dass es sich bei den in 13 Waggons nach Bronnaja Gora gebrachten Personen um Insassen des Brester Gefängnisses gehandelt habe. Dies seien Belarussen, Polen und Juden gewesen. Im September sei ein sechster Transport aus Beresa mit 25 Waggons, Anfang Oktober wiederum ein Zug mit 28 Wagons aus Brest gekommen. Da das Brester Ghetto in den Tagen vom 15. bis 18. Oktober 1942 aufgelöst wurde und 15.000 bis 20.000 Juden aus Brest bei Bronnaja Gora erschossen wurden, muss davon ausgegangen werden, dass die spärlichen Zeitangaben Nowis’ nicht ganz genau sind. Mit allen Zügen kamen auch Tote an, die offenbar während der Fahrt erdrückt wurden oder erstickt waren.
In der Literatur findet sich manchmal die Angabe, die Deutschen hätten die gesamte Bevölkerung des Dorfes Bronnaja Gora, etwa 1000 Menschen, erschießen lassen, um sich unerwünschter Zeugen zu entledigen. Auch die Komsomolskaja Prawda vom 12. Oktober 1944 berichtet davon. Die hohe Zahl, die mit der Bevölkerungsstärke von 1940 (175 Einwohner) so wenig korrespondiert, wäre möglicherweise durch den Zustrom von Flüchtlingen aus den vom Krieg verwüsteten Dörfern und Städten der Umgebung erklärbar. Tatsächlich geht diese Angabe aber auf die Aussage Nowis’ zurück, der berichtet, im Juni 1942 seien etwa 800 Personen, die in den Baracken und anderen Gebäuden eines ehemaligen Vorratslagers der Roten Armee nicht weit von der Vernichtungsstätte entfernt lebten, erschossen und in der Nähe in einem Massengrab vergraben worden.
Der Ablauf der Erschießungen ist durch die Zeugenaussagen relativ gut dokumentiert. Die Menschen wurden mit Güterzügen zur Erschießungsstelle bei Bronnaja Gora transportiert, die von Militärangehörigen in SS- und SD-Uniformen bewacht wurden. Sie wurden waggonweise auf einem mit Stacheldraht umzäunten Platz ausgeladen und gezwungen, sich vollständig zu entkleiden. Eine kleine Gruppe von Todeskandidaten musste die Kleidung einsammeln und zurück in den Waggon bringen. Die Kleidung wurde später auf LKW umgeladen und in eine deutsche Kaserne transportiert. Nach dem Entkleiden wurden die Menschen durch mit Stacheldraht begrenzte Korridore zu den vorbereiteten Gruben getrieben. Über Leitern stiegen sie hinab, wo sie sich in Reihen mit dem Gesicht nach unten auf die bereits Erschossenen legen mussten und dann ebenfalls erschossen wurden. Die Erschießungskommandos in deutschen Militäruniformen wurden jeweils auf Kraftfahrzeugen herangebracht und nach den Morden wieder abgefahren. Auf diese Weise fanden von Mitte Juni bis Ende November 1942 mehr als 50.000 Menschen den Tod.
Als sich die Niederlage des Deutschen Reiches abzeichnete und die Rote Armee drohte, die Orte der Verbrechen zu erreichen, wurden im März 1944 etwa 100 Personen im Rahmen der Enterdungsaktion gezwungen, rund zwei Wochen lang die Massengräber freizulegen und die darin befindlichen sterblichen Überreste der Ermordeten zu verbrennen. Als Brennmaterial dienten eine brennbare Flüssigkeit sowie das Holz von 48 sowjetischen Lagergebäuden und Militärbaracken, die in der Nähe standen; die Feuer brannten Tag und Nacht. Diese Menschen waren in einem Lager auf der Bahnstation Bronnaja Gora unter strenger Bewachung untergebracht. Nach Abschluss dieser Arbeiten wurden auch sie umgebracht und verbrannt. Auf dem Gelände der Massengräber und der Verbrennungsstätten wurden zur Kaschierung der Verbrechen junge Bäume gepflanzt. Das so entstandene Wäldchen existiert noch heute. Die Untersuchungskommission fand vor Ort verkohlte Knochenreste, Reste von Frauenhaar, Kinderschuhe sowie einen etwa 18 cm langen Kinderarm. Der Chefarzt des Rajonkrankenhauses in Beresa, Wasilij Demidowitsch Shukowskij, stellte am 15. September 1944 am Ort der Erschießungen fest, dass in einer Tiefe von 3,5 Metern viele menschliche Knochen in der Erde lagen und der Boden mit Leichenmasse getränkt war.
Während der deutschen Besatzung war in Bronnaja Gora zeitweise auch die Kriegsgefangenenkompanie 228 c mit einer Kapazität von 150 Personen stationiert. Dieses Kriegsgefangenenlager für Soldaten der Roten Armee war der in Minsk ansässigen deutschen Eisenbahn-Hauptdirektion „Mitte“ unterstellt. Ob das Lager mit dem Lager jener, die im März 1944 gezwungen wurden, die Leichen der Erschossenen wieder auszugraben, identisch ist, ist wahrscheinlich, konnte bislang nicht abschließend geklärt werden. Auch über die Dauer des Bestehens des Lagers gibt es offenbar keine Angaben.

## Denkmäler

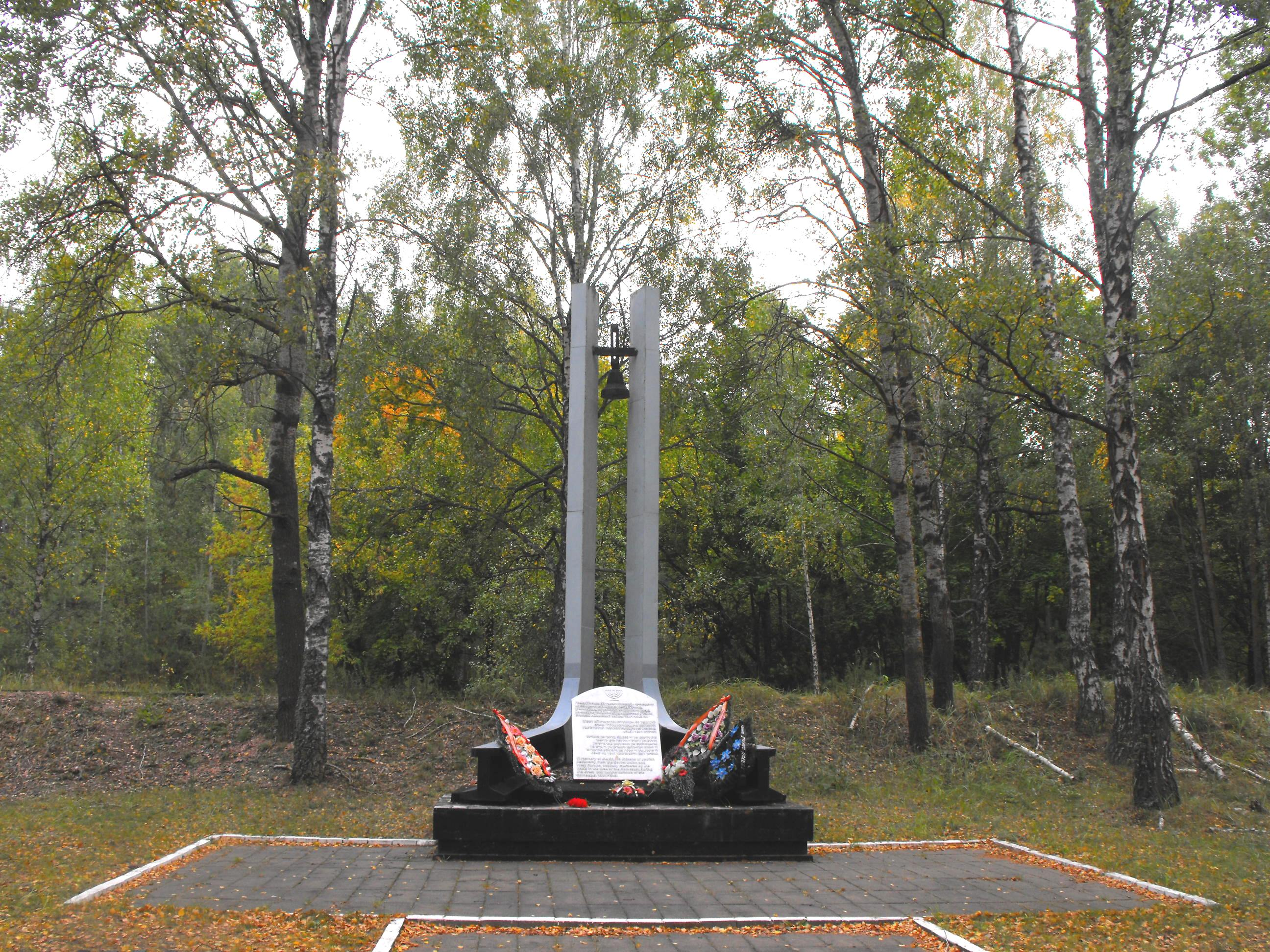
Denkmal für die Opfer des Vernichtungslagers Bronnaja Gora nahe dem Gleis. (2012)

An die bei Bronnaja Gora ermordeten Menschen erinnern zwei Denkmäler. In unmittelbarer Nähe des immer noch existierenden, aber offensichtlich seit langer Zeit nicht befahrenen Gleises, über das die Menschen einst zur Erschießungsstätte gebracht wurden, wurde 1978 ein Obelisk aufgestellt. Das Denkmal wurde 1994 erneuert. Es greift nun die Symbolik des Gleises auf: Ein sich verengender Schienenstrang beginnt ebenerdig, richtet sich dann aber zum Himmel auf und ragt ca. fünf Meter in die Höhe. Weit oben ist zwischen den beiden Schienen eine Glocke angebracht. Eine Tafel aus Edelstahl, in deren oberem Bereich eine Menora abgebildet ist, erklärt die Bedeutung des Denkmals auf Belarussisch, Hebräisch, Jiddisch und Englisch: „Im Gedenken an die mehr als 50.000 sowjetischen Bürger und Bürger aus Ländern Westeuropas, größtenteils jüdischer Nationalität, die in den Jahren des Großen Vaterländischen Krieges 1941–1945 bestialisch von den Faschisten ermordet wurden.“

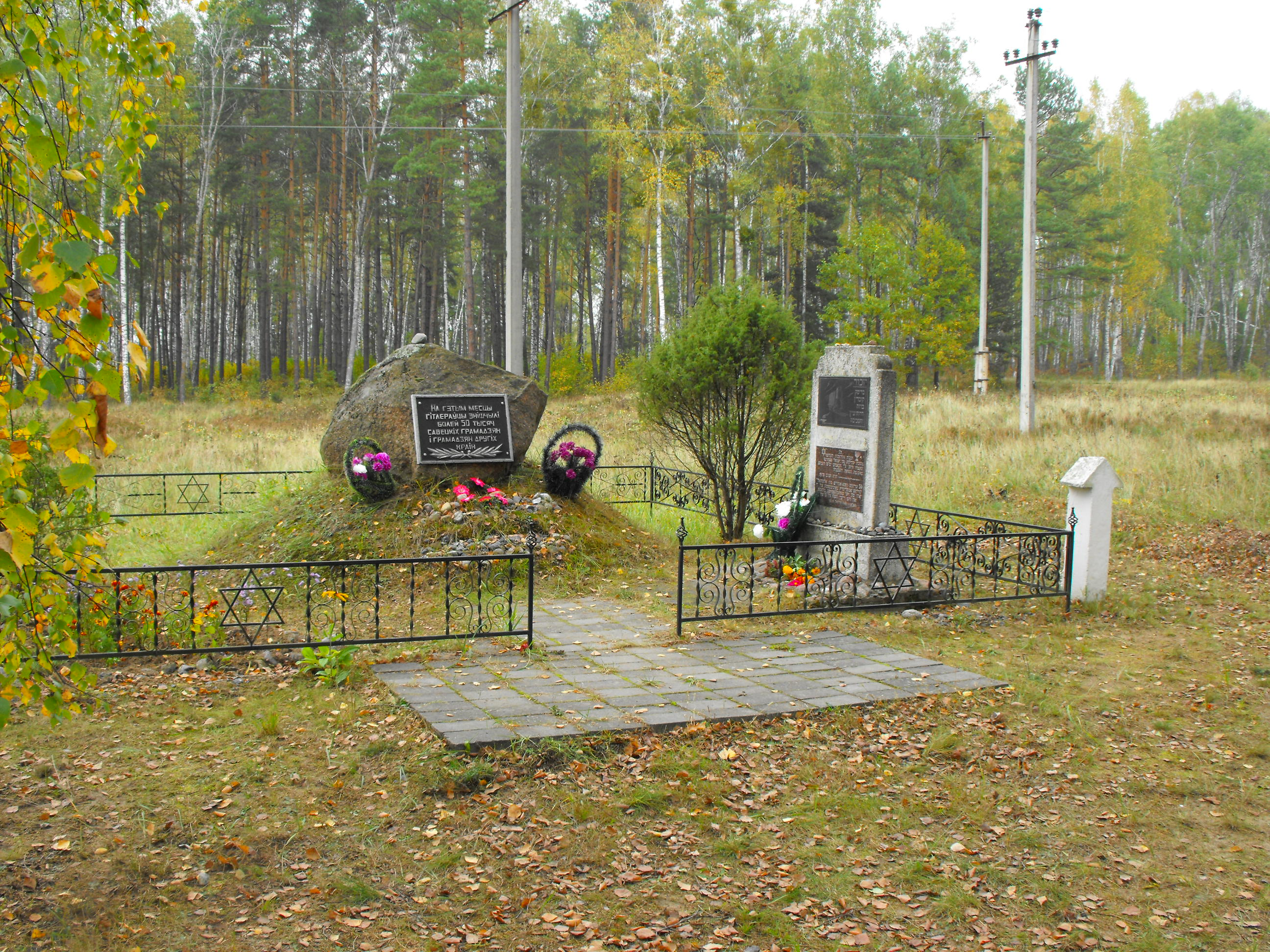
Zweites Denkmal für die Opfer des Vernichtungslagers Bronnaja Gora. (2012)

Das zweite Denkmal befindet sich in etwa 100 Meter Entfernung. Auf einem eingezäunten, etwa sechs mal sechs Meter großen Areal befinden sich zwei Steine mit insgesamt drei Tafeln. Der niedrige, schmiedeeiserne Zaun ist mit Davidsternen verziert. Der belarussischsprachige Text einer Tafel, die an einem Findling angebracht ist, lautet: „An diesem Ort vernichteten die Hitler-Faschisten mehr als 50.000 Sowjetbürger und Bürger anderer Länder.“ Die beiden anderen Tafeln finden sich an einer grabsteinähnlichen Granitplatte. Die obere von ihnen zeigt den letzten Wagen eines Güterzuges mit Bremserhaus und in der linken unteren Ecke eine symbolisierte Ewige Flamme. Rechts befindet sich eine jiddische Aufschrift, die zum Gedenken aufruft (Yiskor) und die Namen der Orte nennt, aus der die Mehrzahl der Ermordeten stammte. Die untere Tafel zeigt einen Davidstern und eine Menora. In Hebräisch und Jiddisch werden die von den Nationalsozialisten Getöteten gesegnet. Der Text endet mit der Jahreszahl 5755 und dem Namen Shlomo ben Ascher Weinstein.